# Metamimas
Metamimas este un gen de insecte lepidoptere din familia Sphingidae.

Cladograma conform Catalogue of Life:
| Metamimas | \| \| Metamimas australasiae \| \| \| \| \| \| Metamimas banksiae \| \| \| \| |
|           | \| \| Metamimas australasiae \| \| \| \| \| \| Metamimas banksiae \| \| \| \| |
|           | Metamimas australasiae                                                        |
|           |                                                                               |
|           | Metamimas banksiae                                                            |
|           |                                                                               |